# Hansjörg Schneider (Dramatiker)
Hansjörg Schneider (* 27. März 1938 in Aarau) ist ein Schweizer Schriftsteller.

## Leben und Werk
Schneider wuchs in Zofingen auf und studierte an der Universität Basel Germanistik, Geschichte und Psychologie. Er wurde 1966 promoviert und arbeitete zunächst als Lehrer und Journalist sowie als Regieassistent am Theater Basel. Schneider hat zahlreiche Theaterstücke sowie Romane und Erzählungen verfasst. Seine Theaterstücke Sennentuntschi und Der liebe Augustin wurden zu Opern adaptiert (Komposition: Jost Meier)
In den 1990er-Jahren wurde Schneider auch mit seinen Kommissär Hunkeler-Krimis einem breiteren Publikum bekannt.
Die Figur des Basler Kriminalkommissärs Hunkeler weist autobiografische Züge auf: Hunkeler wie Schneider sind in Aarau geboren und leben nun im Basler Ring-Quartier, wo sie die gleichen Stammlokale besuchen. Weiter teilen sie auch ihre linksliberale Gesinnung und einen ausgeprägten Hang zum genauen Beobachten und Beschreiben. Anders als Hunkeler ist Schneider seit 1997 verwitwet.
Das Archiv Schneiders befindet sich im Schweizerischen Literaturarchiv in Bern.

## Preise
- 1976: Preis der Welti-Stiftung für das Drama für Der Erfinder
- 1977: DAAD-Stipendium Berlin
- 1986: Aargauer Literaturpreis und Literaturpreis der Stadt Basel
- 1998: Phantastik-Preis der Stadt Wetzlar
- 2003: Gesamtwerkspreis der Schweizerischen Schillerstiftung
- 2005: Friedrich-Glauser-Preis für Hunkeler macht Sachen
- 2016: Ehrenpreis Burgdorfer Krimitage für die Hunkeler-Reihe
- 2018: Ehrendoktor der Philosophisch-Historischen Fakultät der Universität Basel

## Veröffentlichungen

### Monografie
- Jakob van Hoddis. Ein Beitrag zur Erforschung des Expressionismus. (= Basler Studien zur deutschen Sprache und Literatur, Heft 35). Francke, Bern 1967, DNB 364579927 (Dissertation Uni Basel, Philosophische Fakultät, 1966, 107 Seiten, DNB 571527248).

### Prosa
- Geschichten und Gedichte. Eigenverlag, Binningen 1965.
- Leköb. Erzählungen. Taucher, Stuttgart 1970.
  - Neuausgabe: Leköb und Distra. Eine Lebens- und eine Liebesgeschichte. (= Ammanns Kleine Bibliothek, Nr. 2). Mit einem Nachwort von Hansjörg Schneider. Ammann, Zürich 2009, ISBN 978-3-250-10802-3.[2]
- Die Ansichtskarte. Erzählung. Benziger Verlag, Zürich 1972.
- Die Schlummermutter. Leben und Ansichten einer alten Frau. Aufgezeichnet von Hansjörg Schneider. Gute Schriften, Basel 1973.
- Der Bub. Roman. Lenos, Basel 1976, ISBN 978-3-85787-036-1.
- Lieber Leo. Roman. Benziger, Zürich 1980, ISBN 978-3-545-36325-0.
- Ein anderes Land. Geschichten. Umschlagzeichnung von Dieter Roth. Ammann, Zürich 1982, ISBN 978-3-250-10007-2.
- Wüstenwind. Notizen. Limmat, Zürich 1984, ISBN 978-3-85791-083-8.
- Heimkehr in die Fremde. Reportagen. Limmat, Zürich 1986, ISBN 978-3-85791-117-0.
- Der Wels. Roman. Nagel & Kimche, Zürich 1988, ISBN 978-3-312-00138-5.
- Das Wasserzeichen. Roman. Ammann, Zürich 1997, ISBN 978-3-250-30015-1.
- Nachtbuch für Astrid. Von der Liebe, vom Sterben, vom Tod und von der Trauer darüber, den geliebten Menschen verloren zu haben. Ammann, Zürich 2000, ISBN 978-3-250-30002-1.
- Im Café und auf der Straße. Geschichten. Ammann, Zürich 2002, ISBN 978-3-250-60052-7.
- Nilpferde unter dem Haus. Tagebuch. Diogenes Verlag, Zürich 2012, ISBN 978-3-257-24405-2.
- Kind der Aare. Autobiographie. Diogenes, Zürich 2018, ISBN 978-3-257-07016-3.
- Die Eule über dem Rhein. Autobiographie. Diogenes, Zürich 2021, ISBN 978-3-257-07162-7.
- Spatzen am Brunnen. Tagebuch. Diogenes, Zürich 2023, ISBN 978-3-257-07241-9.

### Kriminalromane
- Silberkiesel. Ammann, Zürich 1993, ISBN 978-3-250-10182-6 (verfilmt 2010 als Silberkiesel – Hunkeler tritt ab).
  - Lizenzausgabe: Silberkiesel. Hunkelers erster Fall. Diogenes, Zürich 2011, ISBN 978-3-257-24001-6.
- Flattermann. Ammann, Zürich 1995, ISBN 978-3-250-10255-7.
  - Lizenzausgabe: Flattermann. Hunkelers zweiter Fall. Diogenes, Zürich 2013, ISBN 978-3-257-24232-4.
- Das Paar im Kahn. Ammann, Zürich 1999, ISBN 978-3-250-10406-3 (verfilmt 2004).
  - Lizenzausgabe: Das Paar im Kahn. Hunkelers dritter Fall. Diogenes, Zürich 2013, ISBN 978-3-257-24233-1.
- Tod einer Ärztin. Ammann, Zürich 2001, ISBN 978-3-250-10427-8 (verfilmt 2004, mit Cameo-Auftritt).
  - Lizenzausgabe: Tod einer Ärztin. Hunkelers vierter Fall. Diogenes, Zürich 2013, ISBN 978-3-257-24234-8.
- Hunkeler macht Sachen. Ammann, Zürich 2005, ISBN 978-3-250-10474-2 (verfilmt 2007).
  - Lizenzausgabe: Hunkeler macht Sachen. Hunkelers fünfter Fall. Diogenes, Zürich 2013, ISBN 978-3-257-24235-5.
- Hunkeler und der Fall Livius. Ammann, Zürich 2007, ISBN 978-3-250-10505-3 (verfilmt 2009).
  - Lizenzausgabe: Hunkeler und der Fall Livius. Der sechste Fall. Diogenes, Zürich 2013, ISBN 978-3-257-24328-4.
- Hunkeler und die goldene Hand. Ammann, Zürich 2008, ISBN 978-3-250-10516-9.
  - Lizenzausgabe: Hunkeler und die goldene Hand. Der siebte Fall. Diogenes, Zürich 2015, ISBN 978-3-257-24329-1.
- Hunkeler und die Augen des Ödipus. Diogenes, Zürich 2010, ISBN 978-3-257-06761-3 (verfilmt 2012).
  - Taschenbuchausgabe: Hunkeler und die Augen des Ödipus. Hunkelers achter Fall. Diogenes, Zürich 2010, ISBN 978-3-257-24238-6.
- Hunkelers Geheimnis. Der neunte Fall. Diogenes, Zürich 2015, ISBN 978-3-257-24368-0.
- Hunkeler in der Wildnis. Der zehnte Fall. Diogenes, Zürich  2020, ISBN 978-3-257-07097-2.

### Theaterstücke
- Robinson lernt tanzen. Ein Stück für Kinder. In: 3mal Kindertheater, Band 5. Verlag der Autoren, Frankfurt am Main 1975, S. 67–105
- Stücke 1: Sennentuntschi. Der Erfinder. Der Schütze Tell. Nachtmaschine, Basel 1980
- Der liebe Augustin. Schauspiel in sechs Bildern. Ammann, Zürich 1983
- Stücke 2: Brod und Wein. Der Brand von Uster. Das Kalbsfell. Nachtmaschine, Basel 1985
- Die Bremer Stadtmusikanten unter der Brücke. In: Theaterwerkstatt für Jugendliche und Kinder, hg. von Ruth Schneider und Paul Schorno. Lenos, Basel 1985, S. 283–329
- Die schwarze Spinne. Frei nach der Erzählung von Jeremias Gotthelf. Edition Erpf bei Neptun, Kreuzlingen 1988
- Das kalte Herz. Märchenstück, frei nach der Erzählung von Wilhelm Hauff. Verlag der Autoren, Frankfurt am Main 1994
- Der Irrläufer. Verlag der Autoren, Frankfurt am Main 1995
- Das Fähnlein der sieben Aufrechten. Frei nach der Erzählung von Gottfried Keller. Theatermanuskript, Landschaftstheater Ballenberg 1999
- Erwin und Philomene. Verlag der Autoren, Frankfurt am Main 2000
- Looslis Kinder. UA: Stadttheater Bern, 29. April 2012

### Libretto
- Die schwarze Spinne. Musikalisch-dramatische Erzählung (Oper). Musik (1982): Rudolf Kelterborn. UA (als Fernsehoper) Zürich 1984